# Ourapteryx amphidoxa
Ourapteryx amphidoxa là một loài bướm đêm trong họ Geometridae.